# Olivia Gazalé
Olivia Gazalé, née le 16 mai 1974 à Tokyo au Japon, est une philosophe, essayiste et maître de conférences française.

## Biographie
Elle est titulaire d'un DEA de Philosophie de l'Université Paris X et diplômée de l’Institut d'études politiques de Paris. Elle est la cofondatrice et l'ex-présidente des Mardis de la Philo.
Elle est professeure de philosophie en classes préparatoires puis maître de conférences à l'Institut d’études politiques de Paris (1999-2008) où elle s'engage dans le dispositif CEP (Convention d'éducation prioritaire) puis Premier Campus qui visent à favoriser l'intégration des étudiants venus de quartiers défavorisés à Sciences-Po.
Elle cofonde les Mardis de la Philo, y donne plusieurs centaines de conférences et en assure la présidence de 1997 à 2012. Elle participe à la création de Philosophie Magazine, et y écrit régulièrement à son lancement entre 2006 et 2007. Elle soutient en 2018, le Collectif schizophrénies qui cherche à changer l'image de la schizophrénie.
L'humoriste Blanche Gardin la remercie dans le générique de son stand up : Bonne nuit Blanche.

## Thèmes développés

### Le mythe de la virilité
Dans Le mythe de la virilité, Olivia Gazalé effectue la généalogie du concept de virilité. Elle identifie un changement de paradigme capital : la patrilinéarité remplace la matrilinéarité, la femme est alors déchue de son rang de « Mère des Origines », le ventre maternel est alors désacralisé et n'est plus qu'un « réceptacle destiné à recueillir le précieux liquide séminal », « le sperme devient un objet de culte » au même titre que le phallus. Le système patrilinéaire et viriliste, qui fonctionne sur une hiérarchie entre les sexes, dont le masculin serait supérieur au féminin, veut passer pour naturel. Elle cherche à démontrer que c'est une construction politique, entérinée par toutes sortes de postulats, de normes et de récits. Elle montre par exemple qu'il faut remonter à l'Antiquité gréco-romaine pour retrouver l'origine du lien entre virilité et refus de l'exhibition sentimentale.
Selon elle, l'homme se trouve lui-même piégé par la virilité qui lui a permis d'assurer sa suprématie et de justifier l'infériorité de la femme, car ontologiquement inquiet quant à son identité sexuée, l'homme est pris par un « sentiment permanent de menace, de vulnérabilité ». On retrouve dans chaque époque une prétendue crise de la masculinité. « Les hommes, c’était mieux avant », « à mon époque c’était des hommes, des vrais ! » cette représentation fantasmée de la masculinité a toujours été en crise. L'homme doit constamment « témoigner » de sa virilité, l'auteure nous rappelle que « testicule » vient du latin testis, qui signifie témoin. L'homme se condamne ainsi « à devoir sans cesse prouver et confirmer, par sa force, son courage et sa vigueur sexuelle, qu'il est bien un homme, autrement dit qu'il n'est ni une femme ni un homosexuel ».
Olivia Gazalé reprend la phrase de Simone de Beauvoir « on ne naît pas femme, on le devient » pour l'adapter à l'homme ainsi l’homme ne naît pas viril mais le devient. Elle pointe le cogito inhérent à cette virilisation du monde : « je bande, donc je suis… ». Un homme, qui se doit d'être viril, se doit d’être fort, vigoureux, courageux, pour lui permettre d'assoir son pouvoir et de dominer.

### L'infériorisation et la domestication des femmes
Selon elle, c'est donc cet impératif à être viril qui implique le rejet des femmes, qui sont tenues à être l'infériorité et les éternelles vassales, mais cela implique également le rejet de tous ceux qui ne correspondent pas au canon viril dominant.
Elle s'efforce d'analyser les principaux dispositifs par lesquels s'est bâtie la suprématie masculine et s'est opérée la « minoration historique de la femme ».
Elle dénombre six dispositifs qui s'interpénètrent et agissent les uns sur les autres :
1. la confiscation de la parenté ;
2. l'appropriation des femmes ;
3. la diabolisation du sexe féminin ;
4. la justification de la violence par la culpabilité féminine ;
5. la légitimation de l'exclusion par l'infériorité féminine ;
6. le partage de l'espace et la division sexuelle du travail »[7].

Elle relève que les femmes sont toujours représentées par les différentes étapes de leurs fonctions reproductrices et sexuelles. Elle constate la récurrence de trois figures archétypales de la femme qu’elle identifie dans un triangle « vierge », « mère » et « putain ». Ce « triangle redoutable […] réassigne la femme à son utérus » et participe à la construction d’une « identité féminine » essentialisée, « dévou[ée] à la maternité ».
Pour Olivia Gazalé ce qui doit être aboli ce n’est pas la différence entre les sexes, mais la hiérarchie des sexes. Soit l’idée de la supériorité du sexe fort sur le sexe faible. Depuis plus d’un siècle déjà, les femmes travaillent à remettre en cause les stéréotypes sexués féminins alors que les hommes continuent souvent à se laisser prescrire leur conduite par un conformisme de genre.
Pour Olivia Gazalé les femmes ne se « masculinisent » pas lorsqu’elles s’emparent des postes de pouvoir et les hommes ne se « féminisent » pas lorsqu’ils se montrent doux, empathiques et sensibles. En montrant un caractère non attendu, ils se réapproprient simplement le fait d’être un homme. Ainsi, la révolution du féminin « sera pleinement accomplie quand aura lieu la révolution du masculin », quand « les hommes se seront libérés des assignations sexuées qui entretiennent, souvent de manière parfaitement inconsciente, la misogynie et l'homophobie ». L'« avenir du féminisme » doit passer par une « réinvention des masculinités ».

### Le viriarcat
Dans son livre Le Mythe de la virilité, elle reprend le terme de viriarcat emprunté à l'anthropologue Nicole-Claude Mathieu qui le propose dès 1985. Elle réintroduit ce concept pour attirer l'attention sur la supériorité historique du principe masculin sur le principe féminin, y compris quand l'homme n'est pas un père mais un frère, un oncle ou encore un prêtre. Ce terme est préférable à celui de patriarcat, « puisque l'homme détient le pouvoir, qu'il soit père ou non »,. Ainsi, c'est la pénétration qui fait la virilité. Le système viriarcal voudrait passer pour un ordre naturel, mais il n'est selon Olivia Gazalé qu'une construction.

### Le paradoxe du rire
En 2024, elle publie Le Paradoxe du rire. Et si ce n'était pas toujours drôle ?. Elle étudie dans cet essai les différentes fonctions du rire, ses composantes physiologiques, sociologiques, thérapeutiques, philosophiques, son histoire, et souligne qu'il peut être inclusif et fédérateur, mais aussi discriminant et excluant,.

## Publications

### Ouvrages
(avril 2022).
- Le temps au théâtre, François Busnel (dir.)Le temps : une approche philosophique, Ellipses, 1997(sous le nom de Olivia Tellio-Gazalé)
- Vous le sublime paradoxe, René Guitton (dir.) Lettres à Dieu, Calmann-Lévy, 2004.
- Le rêve du corps parfait, Marc-Olivier Gonseth (dir. ) Figures de l'artifice, Musée d'Ethnographie de Neuchâtel, 2007.
- Je t'aime à la philo, Quand les philosophes parlent d'amour et de sexe, Robert Laffont, 2012, Le Livre de poche, 2013.
- Le mythe de la virilité, un piège pour les deux sexes, Robert Laffont, 2017, Pocket Agora, 2019.
- Lettre à D. Histoire d'un amour, Christophe Fourel (dir.) et Alain Caillé (dir.), Le moment Gorz (1994), Le bord de l'eau, 2017.
- L'amour de l'amour, Catalogue de l'exposition "Amours" du Musée du Louvre de Lens, 2018.
- Préface d'Olivia Gazalé, dans Les figures symboliques du Féminin et du Masculin, De la préhistoire à la mythologie, Sylvie Verchère Merle, Editions du Cygne, 2019.
- Le paradoxe du rire, Et si ce n'était pas toujours drôle ? Éditions Seghers, février 2024

### Documentaires
- participation à, réalisation, Philippe Truffault, Interviewer, Raphaël Enthoven, Philosophie, Volume 2, Amour, amitié, érotisme, mélancolie, DVD, Edition Naïve, 2009
- Avec Clément Lescat, Faut-il être viril pour être un homme ?, dans réalisation, Philippe Truffault, interviewer, Raphaël Enthoven, Philosophie 3, DVD, Arte, 2019.